# Bill Groethe
William McAndrew Groethe (Rapid City, 2 novembre 1923 - Rapid City, 20 décembre 2020) est un photographe américain.

## Biographie
Groethe est célèbre pour avoir photographié en 1948 les survivants de la bataille de Little Bighorn.
Il a aussi photographié la construction du Mont Rushmore